# 9. armádní sbor (rakousko-uherská armáda)
9. armádní sbor rakousko-uherské armády byl na přelomu 18. a 19. století jedním ze dvou sborů c. k. vojska umístěného v Čechách se sídlem v Josefově, později v Litoměřicích. 

## Historie

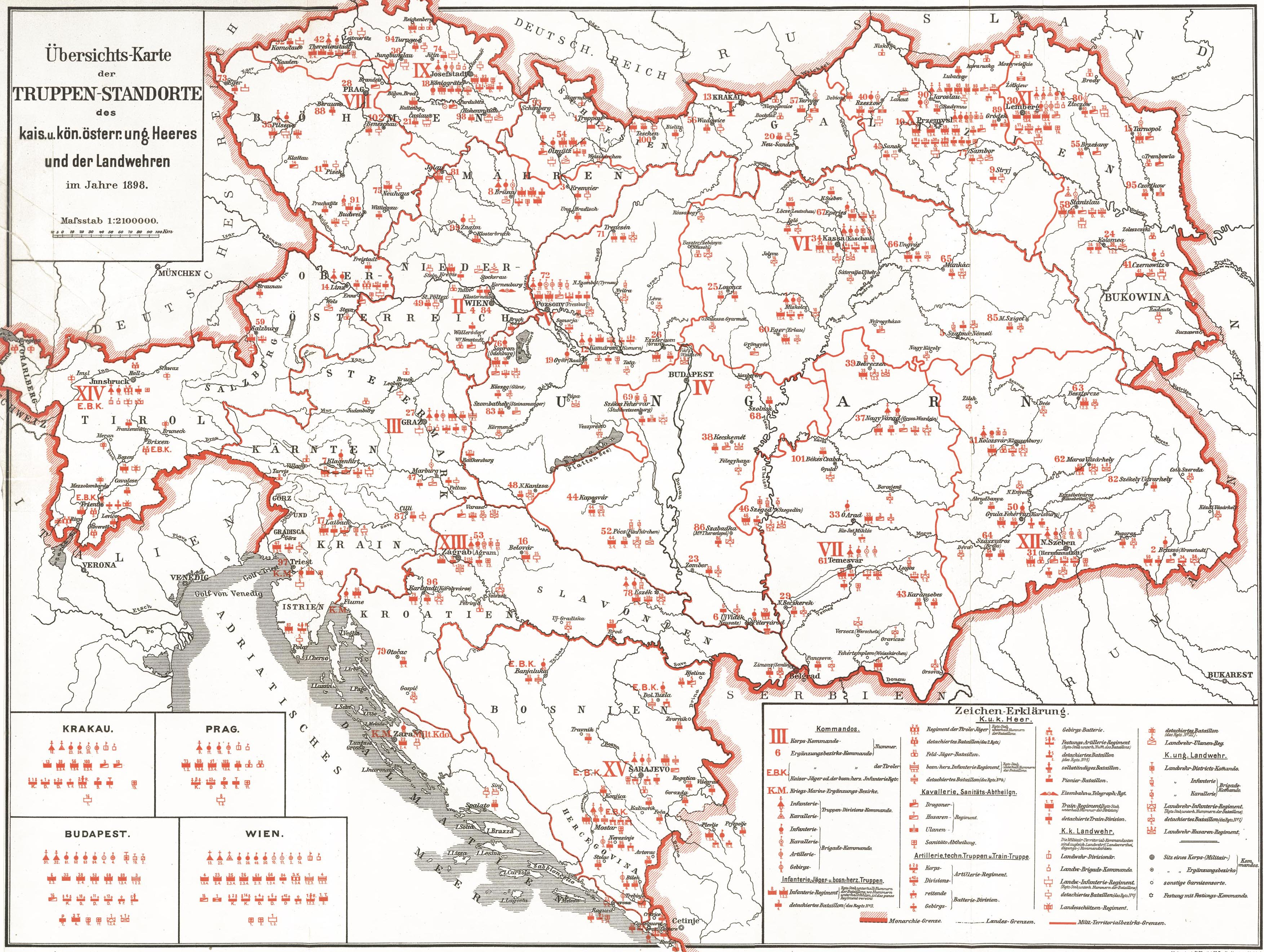
Územní rozdělení působnosti rakousko-uherských armádních sborů v roce 1898

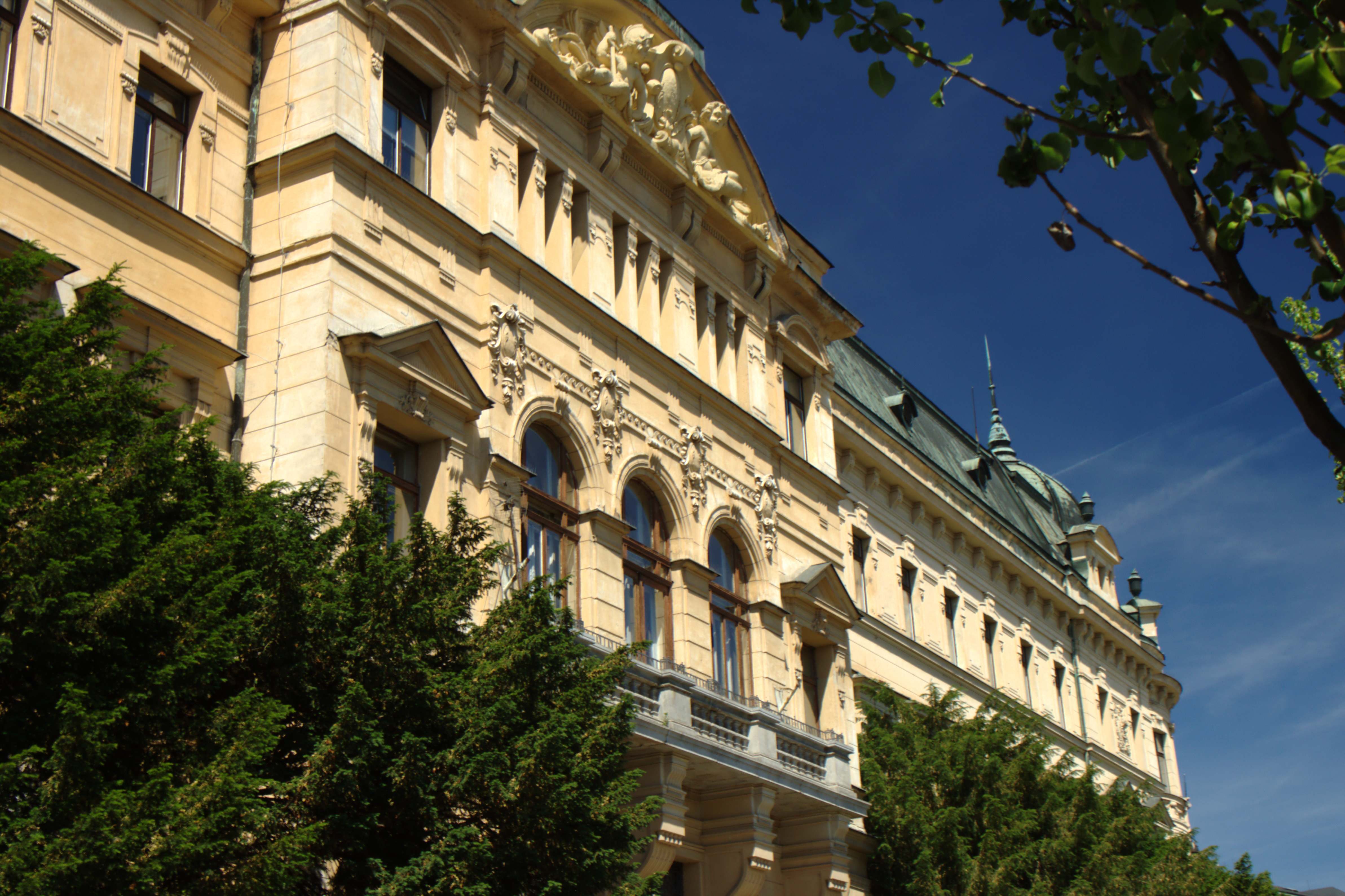
Budova velitelství 9. armádního sboru od roku 1909 v Litoměřicích

9. armádní sbor (9. Korpskommando) vznikl v roce 1883 reorganizací rakousko-uherské armády rozdělením zemského velitelství v Čechách do dvou armádních sborů (druhým českým sborem byl 8. armádní sbor v Praze). Devátý armádní sbor byl umístěn v pevnosti Josefov, velení sídlilo v pozdně barokní budově na dnešním Masarykově náměstí. V roce 1909 bylo velitelství sboru přemístěno do Litoměřic (ulice Na Valech 76, dnes 5. května, dnešní sídlo Územní vojenské správy). K 9. armádnímu sboru patřily 10. pěchotní divize v Josefově a 29. pěchotní divize v Terezíně, dále 26. divize c. k. zeměbrany v Litoměřicích, 9. jezdecká brigáda v Pardubicích a 9. dělostřelecká brigáda v Litoměřicích. Doplňovacími okresy byly Čáslav, Hradec Králové, Chomutov, Jičín, Mladá Boleslav, Terezín, Turnov a Vysoké Mýto. Pod 9. armádní sbor spadaly posádkové a útvarové nemocnice v Josefově, Terezíně, Čáslavi, Mladé Boleslavi, Hradci Králové a Liberci. Do kompetencí sboru náležely dále posádkové věznice v Josefově, Terezíně a Hradci Králové. 
Na začátku první světové války byl sbor zařazen do 4. armády generála Moritze Auffenberga povolané na východní frontu. Po dvojité výměně vrchního velení sboru během roku 1914 se 9. sbor zúčastnil bojů v Karpatech. V roce 1916 bojovaly jednotky 9. sboru proti Brusilovově ofenzívě a následně vedly obranu Lvova. Kvůli značným početním ztrátám byl sbor na podzim 1917 rozpuštěn. Nově zformované jednotky ještě v roce 1917 dostaly opět název 9. armádního sboru a setrvaly v bojích na východní frontě. 

## Velitelé 9. armádního sboru
- 1883–1888 polní podmaršál Gustav baron von König[4]
- 1888–1889 polní podmaršál Philipp hrabě von Grünne
- 1889–1894 generál jezdectva Leopold princ von Croÿ-Dülmen
- 1894–1899 polní zbrojmistr Emanuel Merta
- 1899–1902 polní zbrojmistr Hugo von Klobus
- 1902–1905 polní zbrojmistr Franz Xaver Schönaich
- 1905–1906 polní zbrojmistr Julius von Latscher-Lauendorf
- 1906–1908 polní zbrojmistr Albert von Koller
- 1908–1912 generál pěchoty Adolf Rummer von Rummershof
- 1912–1914 generál pěchoty Lothar von Hortstein
- 1914 polní zbrojmistr Johann von Friedel
- 1914–1916 polní podmaršál Rudolf Králíček
- 1916–1917 polní podmaršál Arnošt von Kletter
- 1917 generál pěchoty Ludwig von Koennen-Horák
- 1917–1918 generál pěchoty Anton Lipošćak
- 1918 generál pěchoty Alfred von Schenk
- 1918 polní podmaršál Josef Schneider von Manns-Au